# Championnats de Belgique d'athlétisme 1959
 (juillet 2012).
Si vous disposez d'ouvrages ou d'articles de référence ou si vous connaissez des sites web de qualité traitant du thème abordé ici, merci de compléter l'article en donnant les références utiles à sa vérifiabilité et en les liant à la section « Notes et références ».
En 1959 les Championnats de Belgique d'athlétisme toutes catégories hommes et femmes se sont déroulés les 1er et 2 août au stade du Heysel à Bruxelles.

## Résultats
| Homme              | Prestation    | Catégorie         | Femme                | Prestation   |
| ------------------ | ------------- | ----------------- | -------------------- | ------------ |
| Elie Van Thournout | 10 s 8        | 100 m             | Dorette Van de Broek | 13 s 1       |
| Elie Van Thournout | 22 s 4        | 200 m             | Suzanne Krol         | 27 s 7       |
| Louis De Clerck    | 50 s 5        | 400 m             | Marie-Louise Wirix   | 62 s 7       |
| Roger Moens        | 1 min 51 s 6  | 800 m             | Marie-Louise Wirix   | 2 min 25 s 2 |
| Roger Verheuen     | 3 min 55 s 2  | 1 500 m           | -                    | -            |
| Eugène Allonsius   | 14 min 33 s 0 | 5 000 m           | -                    | -            |
| Hedwig Leenaert    | 30 min 02 s 6 | 10 000 m          | -                    | -            |
| -                  | -             | 80 m haies        | Hilde De Cort        |              |
| Jacques Cornet     | 15 s 7        | 110 m haies       | -                    | -            |
|                    |               | 200 m haies       | -                    | -            |
| Leo Marien         | 55 s 5        | 400 m haies       | -                    | -            |
| Gaston Roelants    | 9 min 07 s 4  | 3 000 m steeple   | -                    | -            |
| Jean Van Slype     | 1,80 m        | Saut en hauteur   | Lea Van Hoogendorp   | 1,45 m       |
| Raymond Van Dijck  | 4,10 m        | Saut à la perche  | -                    | -            |
| Romain Poté        | 7,18 m        | Saut en longueur  | Dorette Van de Broek | 5,26 m       |
| Walter Herssens    | 14,35 m       | Triple saut       | -                    | -            |
| Edouard Szostak    | 15,37 m       | Lancer du poids   | Simone Saenen        | 13,16 m      |
| Edouard Szostak    | 45,72 m       | Lancer du disque  | Simone Saenen        | 42,97 m      |
| Guy Van Zeune      | 64,32 m       | Lancer du javelot | Rachel Hanssens      | 33,44 m      |
| Henri Haest        | 52,10 m       | Lancer du marteau | -                    | -            |

Source du tableau : LBFA 